# Генрик Мартина
Генрик Мартина (пол. Henryk Martyna; 14 листопада 1907, Краків — 17 листопада 1984, Краків) — польський футболіст, що грав на позиції захисника, зокрема за «Легію», а також національну збірну Польщі.

## Клубна кар'єра
Народився 14 листопада 1907 року в Кракові. Вихованець футбольної школи місцевого клубу «Орел», а в дорослому футболі дебютував 1924 року виступами за краківську ж команду «Корона», в якій провів чотири сезони. 
Своєю грою за цю команду привернув увагу представників тренерського штабу клубу «Легія», до складу якого приєднався 1928 року. Відіграв за команду з Варшави наступні вісім сезонів своєї ігрової кар'єри.
1937 року перейшов до іншої столичної команди, «Варшавянки». Ігрова кар'єра Мартини перервалася 1939 року нападом нацистської Німеччини на Польщу, що ознаменував початок Другої світової війни.

## Виступи за збірну
1930 року дебютував в офіційних матчах у складі національної збірної Польщі. Протягом кар'єри у національній команді, яка тривала 7 років, провів у її формі 23 матчі, забивши 4 голи.
Був автором єдиного гола польської збірної в рамках відбору на ЧС-1934, який його команда не подолала. Згодом був учасником футбольного турніру на Олімпійських іграх 1936 року, де поляки здолали збірні Угорщини і Великої Британії, проте у півфіналі поступилися збірній Австрії і врешті-решт посіли четверте місце.

## Подальше життя
Після нападу нацистської Німеччини на Польщу у вересні 1939 року вступив до війська і брав участь у двотижневій обороні Модлинської фортеці. Здався у полон і був направлений до табору військовополонених, де перебував до листопада 1939 року. Згодом повернувся до Варшави, де протягом 1940—1944 років керував продуктовою крамницею.
1944 року брав участь у Варшавському повстанні, після придушення якого знову був ув'язнений до табору військовополонених, звідки втік через три місяці. У повоєнні роки повернувся до рідного Кракова, де працював у сфері торгівлі.
Помер 17 листопада 1984 року на 78-му році життя у місті Краків.